# Suriga suriga
Suriga suriga är en fjärilsart som beskrevs av William Schaus 1928. Suriga suriga ingår i släktet Suriga och familjen tandspinnare. Inga underarter finns listade i Catalogue of Life.